# Mini Juegos del Pacífico 2009
La edición 2009 fue la octava de esta competición que se disputa entre pequeñas naciones y territorios de Oceanía, la sede del evento fueron las Islas Cook y los juegos se celebraron entre 21 de septiembre y el 2 de octubre.

## Países participantes
En la edición de 2009 participaron 21 países.
| - Samoa Americana - Islas Cook - Estados Federados de Micronesia - Fiyi - Guam - Kiribati | - Nauru - Nueva Caledonia - Niue - Isla Norfolk - Islas Marianas del Norte | - Palaos - Papúa Nueva Guinea - Samoa - Islas Salomón - Polinesia Francesa (159) | - Tokelau - Tonga - Tuvalu - Vanuatu - Wallis y Futuna |  |

## Deportes
Fueron 15 los deportes practicados.
| - Atletismo - Boxeo - Golf - Bowls - Netball | - Rugby league sevens - Rugby 7 - Vela - Squash - Tenis de mesa | - Tenis - Touch rugby - Triatlón - Va'a - Halterofilia |  |

## Medallero
País sede destacado.
| Posición | País               |    |    |    |    |
| 1        | Fiyi               | 32 | 26 | 20 | 78 |
| 2        | Nueva Caledonia    | 23 | 21 | 22 | 66 |
| 3        | Tahití             | 21 | 22 | 16 | 59 |
| 4        | Samoa              | 16 | 16 | 24 | 56 |
| 5        | Islas Cook         | 15 | 13 | 17 | 45 |
| 6        | Kiribati           | 9  | 5  | 8  | 22 |
| 7        | Nauru              | 8  | 4  | 0  | 12 |
| 8        | Vanuatu            | 5  | 4  | 3  | 12 |
| 9        | Tonga              | 4  | 9  | 6  | 19 |
| 10       | Islas Salomón      | 3  | 6  | 1  | 10 |
| 11       | Papúa Nueva Guinea | 3  | 3  | 3  | 9  |
| 12       | Micronesia         | 3  | 0  | 0  | 3  |
| 13       | Niue               | 1  | 5  | 4  | 11 |
| 14       | Samoa Americana    | 1  | 0  | 0  | 1  |
| 15       | Palaos             | 0  | 3  | 0  | 3  |
| 16       | Tokelau            | 0  | 2  | 0  | 2  |
| 17       | Tuvalu             | 0  | 0  | 4  | 4  |
| 18       | Isla Norfolk       | 0  | 0  | 1  | 1  |
| 18       | Wallis y Futuna    | 0  | 0  | 1  | 1  |